# 快的打车
快的打车，又稱打車神器，是由杭州快迪科技有限公司創辦人陈伟星创立，是一個便民打车的智能手机应用程式。该软件为打车乘客和出租司机量身定做，乘客可以通过APP实时打车或者预约用车，司机也可以通过APP接单。2015年2月14日，快的打车和滴滴打车合并。